# منتخب تركيا للكريكت
منتخب تركيا الوطني للكريكت (بالتركية: Türkiye millî kriket takımı)‏ هو ممثل تركيا الرسمي في المنافسات الدولية في الكريكت .